# سيلسو روسومانو
سيلسو روسومانو (من مواليد 20 أغسطس 1956 في ساو باولو) مراسل برازيلي متخصص في الدفاع عن المستهلك والسياسي. يشغل حاليًا منصب نائب فيدرالي من ساو باولو منذ عام 2015، وخدم سابقًا في الكونجرس من 1995 إلى 2011. كان مرشحًا لمنصب عمدة ساو باولو في انتخابات 2020.